# V for Victory: Velikiye Luki
V for Victory: Velikiye Luki  est un jeu vidéo de type wargame développé par Atomic Games et publié par Three-Sixty Pacific en 1992 sur IBM PC et Apple Macintosh. Le jeu fait suite à V for Victory I: Utah Beach, dont il reprend les mécanismes de jeu, et simule une bataille sur le front de l’Est pendant la Seconde Guerre mondiale. Il se déroule sur une carte divisée en cases hexagonale. Les unités y sont caractérisées par leur attaque, leur défense, leur mouvement et leur portée mais aussi par leur niveau de fatigue et de moral. Chaque tour est divisé en trois phases et commence par une phase de planification lors de laquelle les joueurs planifient les actions de leur unité pour le tour. Il a bénéficié d'une suite, publiée en 1993 et baptisée V for Victory III: Market Garden.

## Accueil
| V for Victory: Velikiye Luki |      |       |
| Média                        | Pays | Notes |
| Gen4                         | FR   | 83 %  |
| Joystick                     | FR   | 70 %  |